# Elías Fereres Castiel
Elías Fereres Castiel (Larraix, Protectorat espanyol al Marroc, 1946) és un catedràtic espanyol d'enginyeria agrícola que va ser Secretari d'Estat d'Universitats i Recerca del Ministeri d'Educació i Ciència i President del Consell Superior d'Investigacions Científiques.

## Biografia
Enginyer agrònom per la Universitat Politècnica de Madrid i doctor en ecologia per la Universitat de Califòrnia, és catedràtic de Producció Vegetal en la ETSIA de la Universitat de Còrdova. Ha exercit nombrosos càrrecs de responsabilitat relacionats amb l'agricultura i l'ecologia en organitzacions nacionals i internacionals.
Entre 1991 i 1992 va ser President del CSIC, i entre 1992 i 1994 va estar al capdavant de la Secretaria d'Estat d'Universitats i Recerca. En 2005 va ser nomenat Director de l'Agència Andalusa d'Avaluació de la Qualitat i Acreditació Universitària de la Junta d'Andalusia.
És membre fundador i va ser President de la Reial Acadèmia d'Enginyeria d'Espanya, la presidència de la qual ha tornat a assumir el 13 d'abril de 2011.